# بيتزا بليز
بيتزا بليز هي سلسلة من مطاعم البيتزا السريعة الغير رسمية التي تقع في أتلانتا، جورجيا. تأسست السلسلة في عام 2011 على يد إليز وريك ويتزل من Wetzel's Pretzels، وتشتهر بتقديم بيتزا مُعدة حسب الطلب.

## تاريخها
تم تأسيس بيتزا بليز في باسادينا، كاليفورنيا، على يد ريك وإليز ويتزل في عام 2011. وتم افتتاح أول فرع للسلسلة في إيرفين، كاليفورنيا، في أغسطس 2012، ثم افتتح الفرع الثاني والرئيسي في أكتوبر 2012 في باسادينا. تقدم السلسلة بيتزا مصنوعة حسب الطلب، مع اختيار من مجموعة متنوعة من الصلصات والإضافات. نموذج العمل في السلسلة مشابه لسلاسل أخرى مثل Chipotle Mexican Grill و Subway. حيث يتم طهي البيتزا في فرن مفتوح عالي الحرارة، على نار متوسطة لمدة ثلاث دقائق. القطعة الوحيدة من معدات الطهي في كل من المطاعم هي الفرن.
بحلول نهاية عام 2014، أصبحت بليز أول مطعم بيتزا سريع غير رسمي يحقق 50 فرعًا مفتوحًا. كانت الشركة تخطط لفتح 500 فرع على الأقل بحلول عام 2020. وفي عام 2015، بدأت الشركة في التوسع إلى كندا. وفي شراكة مع شركة الشايع، افتتحت الشركة فروعًا في الشرق الأوسط في عام 2018. وفي عام 2024، أعلنت الشركة عن خطط لنقل مقرها الرئيسي إلى أتلانتا، جورجيا، لدعم خطط التوسع المستقبلية.